# St. Peter und Paul (Waldwimmersbach)

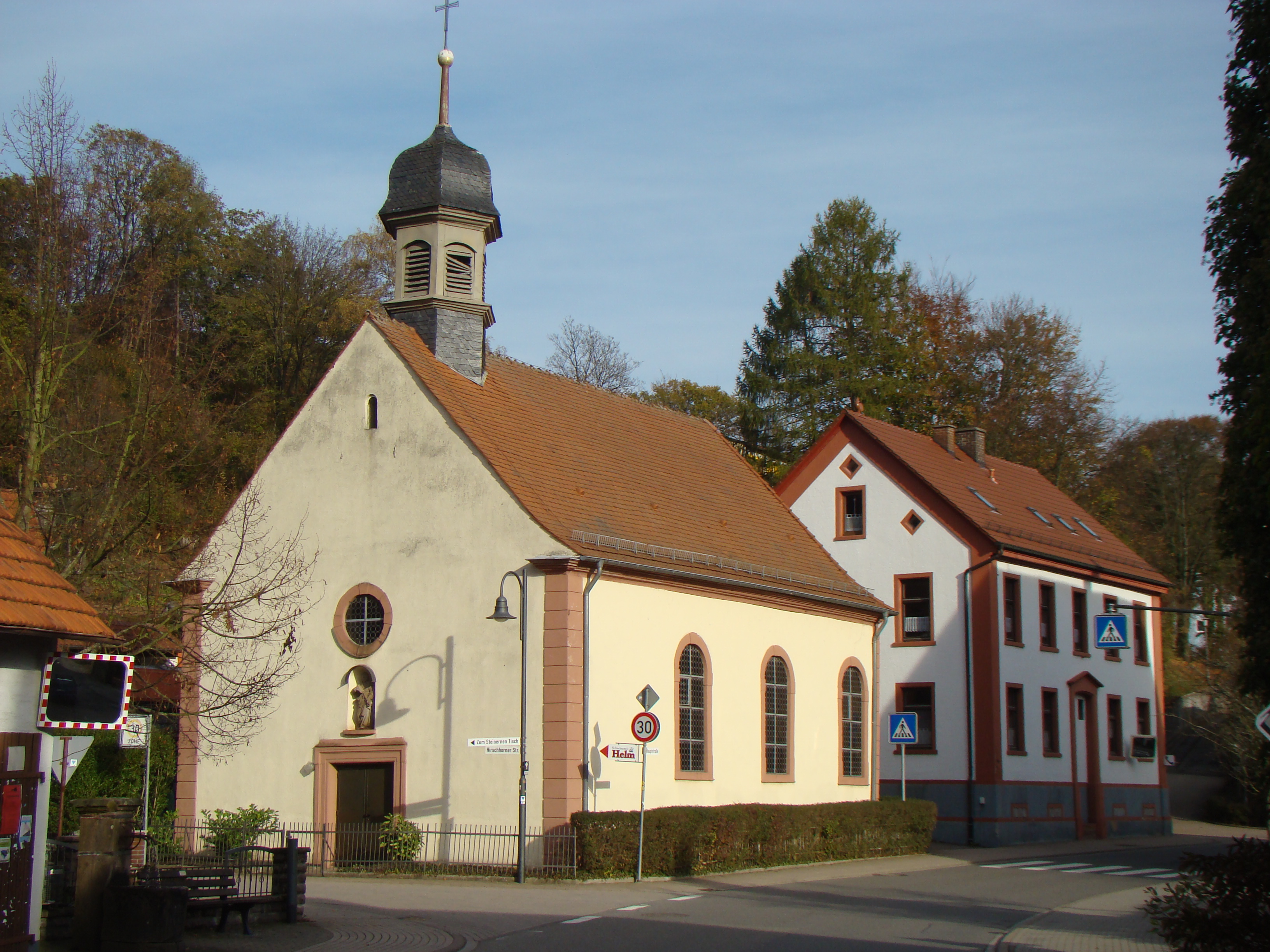
St.-Peter-und-Paul-Kirche in Waldwimmersbach (2007)

Die katholische Kirche St. Peter und Paul in Waldwimmersbach, einem Ortsteil der Gemeinde Lobbach im Rhein-Neckar-Kreis im nördlichen Baden-Württemberg, wurde um 1740 erbaut.

## Beschreibung
Die außen recht schlichte Kirche weist eine barocke Ausstattung auf. Das Altarbild des Hochaltars zeigt eine Darstellung des letzten Abendmahls, die Seitenaltäre sind der Mutter Gottes (links) und dem hl. Antonius (rechts) geweiht. Im Dachreiter befinden sich drei 1959 gegossene Glocken. Die dreimanualige Kirchenorgel wurde 1959 bei Pfaff in Überlingen gebaut.